# Sankt Gallenkappel
Sankt Gallenkappel est une localité et une ancienne commune suisse du canton de Saint-Gall, située dans la circonscription électorale de See-Gaster.

Photo aérienne prise à 500 m par Walter Mittelholzer (1927)

## Histoire
Depuis le 1er janvier 2013, elle a été intégrée, tout comme Goldingen, dans la commune de Eschenbach.